# Sudamerlycaste
Sudamerlycaste Archila, 2002 è un genere di piante della famiglia delle Orchidacee
diffuse dai Caraibi all'America Meridionale tropicale.

## Descrizione
Le specie incluse in questo genere sono provviste di pseudobulbi dai cui apici si sviluppano le foglie che di solito sono lanceolate, con evidenti nervature. Molte specie di Sudamerlycaste sono terricole (geofite)..

## Tassonomia
Questo genere è stato segregato nel 2002 da Archila dal genere Lycaste e comprende 41 specie precedentemente comprese nella vecchia sezione Lycaste Fimbriatae.
Il genere comprende le seguenti specie:
- Sudamerlycaste acaroi (Oakeley) Archila, 2009
- Sudamerlycaste andreettae (Dodson) Archila, 2002
- Sudamerlycaste angustitepala (Oakeley) Archila, 2009
- Sudamerlycaste ariasii (Oakeley) Archila, 2009
- Sudamerlycaste barringtoniae (Sm.) Archila, 2002
- Sudamerlycaste barrowiorum (Oakeley) Archila, 2009
- Sudamerlycaste castanea (Oakeley) Archila, 2009
- Sudamerlycaste ciliata (Ruiz & Pav.) Archila, 2002
- Sudamerlycaste cinnabarina (Lindl. ex J.C.Stevens) Archila, 2002
- Sudamerlycaste cobbiana (B.S.Williams) Archila, 2002
- Sudamerlycaste costata (Lindl.) Archila, 2002
- Sudamerlycaste diastasia (D.E.Benn. & Oakeley) Archila, 2002
- Sudamerlycaste dunstervillei (Bergold) Archila, 2002
- Sudamerlycaste dyeriana (Sander ex Mast.) Archila, 2002
- Sudamerlycaste ejirii (Oakeley) Archila, 2009
- Sudamerlycaste fimbriata (Poepp. & Endl.) Archila, 2002
- Sudamerlycaste fulvescens (Hook.) Archila, 2002)
- Sudamerlycaste gigantea (Lindl.) Archila, 2002
- Sudamerlycaste grandis Archila, 2002
- Sudamerlycaste heynderycxii (E.Morren) Archila, 2002
- Sudamerlycaste hirtzii (Dodson) Archila, 2002
- Sudamerlycaste jamesiorum (Oakeley) Archila, 2009
- Sudamerlycaste jimenezii (Oakeley) Archila, 2009
- Sudamerlycaste lacheliniae (Oakeley) Archila, 2009
- Sudamerlycaste laciniata (Oakeley) Archila, 2009
- Sudamerlycaste lanipes (Lindl.) Archila, 2002
- Sudamerlycaste lata (Rolfe) Archila, 2002
- Sudamerlycaste linguella (Rchb.f.) Archila, 2002
- Sudamerlycaste lionetii (Cogn. & A.Gooss. ex Oakeley) Archila, 2009
- Sudamerlycaste locusta (Rchb.f.) Archila, 2002
- Sudamerlycaste maxibractea (D.E.Benn. & Oakeley) Archila, 2003
- Sudamerlycaste munaensis (Oakeley) Archila, 2009
- Sudamerlycaste nana (Oakeley) Archila, 2003
- Sudamerlycaste pegueroi Archila, 2011
- Sudamerlycaste peruviana (Rolfe) Archila, 2003
- Sudamerlycaste priscilae (I.Portilla ex Oakeley) Archila, 2009
- Sudamerlycaste reichenbachii (Gireoud ex Rchb.f.) Archila, 2003
- Sudamerlycaste rikii (Oakeley) Archila, 2009
- Sudamerlycaste rossyi (Hoehne) Archila, 2003
- Sudamerlycaste shigerui (Oakeley) Archila, 2009
- Sudamerlycaste uribei (Oakeley) Archila, 2009

## Coltivazione
Trattandosi in special modo di piante terricole originarie di climi tropicali indicativamente vanno coltivate in vasi contenenti terriccio fertile, con temperature miti e buona umidità nella fase della fioritura, compatibilmente con le esigenze delle singole specie.